# 1930-as közép-európai kupa
Az 1930-as közép-európai kupa a Közép-európai kupa történetének negyedik kiírása volt. A sorozatban Ausztria, Csehszlovákia, Magyarország és Olaszország képviseltette magát 2-2 csapattal.A csapatok kupa rendszerben 2 mérkőzésen döntötték el a továbbjutást. Ha az összesítésben ugyanannyi gólt szereztek a csapatok a párharcokban, akkor egy újabb összecsapáson dőlt el a továbbjutó kiléte.
A kupát a Rapid Wien nyerte el, története során első alkalommal.

## Negyeddöntő
| 1. csapat       | Össz. | 2. csapat                | 1. mérk. | 2. mérk. |
| --------------- | ----- | ------------------------ | -------- | -------- |
| SK Slavia Praha | 2–3   | Ferencvárosi TC          | 2–2      | 0–1      |
| AC Sparta Praha | 5–3   | First Vienna FC          | 2–1      | 3–2      |
| Genoa CFC       | 2–7   | SK Rapid Wien            | 1–1      | 1–6      |
| Újpest FC       | 6–61  | FC Internazionale Milano | 2–4      | 4–2      |

- 1 Mivel az összesített eredmény 6–6 lett, a szabályok értelmében újrajátszást (3. mérkőzést) rendeltek el, ami 1-1-es döntetlennel végződött. Újabb újrajátszást rendeltek el, melyet 5-3-ra az Internazionale nyert meg.

## Elődöntő
| 1. csapat                | Össz. | 2. csapat       | 1. mérk. | 2. mérk. |
| ------------------------ | ----- | --------------- | -------- | -------- |
| FC Internazionale Milano | 3–8   | AC Sparta Praha | 2–2      | 1–6      |
| SK Rapid Wien            | 5–2   | Ferencvárosi TC | 5–1      | 0–1      |

## Döntő
| 1. csapat       | Össz. | 2. csapat     | 1. mérk. | 2. mérk. |
| --------------- | ----- | ------------- | -------- | -------- |
| AC Sparta Praha | 3–4   | SK Rapid Wien | 0–2      | 3–2      |